# Philippine Badminton Association
Die Philippine Badminton Association (PBA) ist die oberste nationale administrative Organisation in der Sportart Badminton auf den Philippinen. Der Verband wurde 1952 gegründet.

## Geschichte
In den 1920er Jahren machten englische und amerikanische Emigranten das Spiel auf den Philippinen bekannt. 1947 gründete sich die Manila Bay Association of Badminton Clubs. 1949 wurden erste nationale Titelkämpfe ausgetragen, 1950 wurden die Philippinen über die Philippine Amateur Athletic Federation das 21. Mitglied der Badminton-Weltföderation. 1962 wurde der nationale Dachverband PBA von 28 Klubs gegründet. Die Assoziation gehört der Badminton Asia Confederation und dem Nationalen Olympischen Komitee an.

## Bedeutende Veranstaltungen, Turniere und Ligen
- Philippines Open
- Philippinische Meisterschaft
- UAAP-Badmintonmeisterschaft